# Jacob Dam
Jacob Dam (Zutphen, 8 oktober 1824 - Bad Neuenahr, 29 juni 1875) was een Nederlandse advocaat-procureur en politicus. Hij was onder meer Thorbeckiaans Tweede Kamerlid.
Dam was een liberaal afgevaardigde voor het district Zutphen. Hij was in de stad Zutphen raadslid en wethouder. In zijn woonplaats richtte hij woningcorporatie de David Evekink Stichting op, die heden ten dage nog steeds bestaat. Verder was hij ook lid van de Provinciale Staten van Gelderland.
In de Tweede Kamer, waarin Dam met slechts korte onderbrekingen van 1866 tot 1875 zat, was hij een trouwe medestander van Thorbecke, die zich vooral met waterstaatkundige onderwerpen bezighield. Mede door zijn stem voor het amendement-Poortman van Karel Arnold Poortman op de ontwerp-Cultuurwet kwam in 1866 het kabinet-Fransen van de Putte reeds na enkele maanden ten val. Eveneens gaf hij in 1868 zijn steun aan de motie-Blussé van Pieter Blussé van Oud-Alblas, door welke motie het kabinet-Van Zuylen van Nijevelt uiteindelijk moest aftreden.
Jacob Dam was niet getrouwd en lid van de Nederlandse Hervormde Kerk. Hij overleed op vijftigjarige leeftijd in Duitsland en werd in de Tweede Kamer opgevolgd door Johannes Tak van Poortvliet.
In Zutphen is de Jacob Damsingel die tussen de Burgemeester Dijckmeesterweg en de Coehoornsingel loopt, naar hem genoemd.